# Adel (Oregon)
Adel az Amerikai Egyesült Államok északnyugati részén, Oregon állam Lake megyéjében, az Oregon Route 140 mentén elhelyezkedő önkormányzat nélküli település.

## Története
Az őslakosok jelenlétére a sziklarajzok, vadászlesek és obszidiánszilánkok szolgálnak bizonyítékot. A Hart-hegy törésvonala az északi pajút indiánok kidütökadö törzsének kedvelt tartózkodási helye volt.
Az első európaiak ír katolikus pásztorok voltak. Kalifornia felől hetente háromszor postakocsi közlekedett. A helyi üzlet tulajdonosa J. J. Monroe volt.
A posta 1896-ban nyílt meg; a küldeményeket kezdetben heti háromszor kézbesítették. A település nevét a hivatalnak otthont adó telek tulajdonosának párjáról, más források szerint egy Leda nevű tehénről kapta. A Crump-tó névadója az 1890-es években itt élő Thomas Crump.
1959-ben a Nevada Thermal Power Company a Crump család telkén fúrásokat végzett; két nappal később egy gejzír tört elő, amelyet az 1960-as években betömtek, azonban gőzt továbbra is bocsátott ki. A területen geotermikus erőmű kialakítását tervezik.

## Földrajz és éghajlat

### Földrajz
A Plush–Adel Road az OR-140-től a Crump- és Hart-tavak irányába, a Twentymile Road pedig Kalifornia felé halad. A Warner-hegységből eredő Deep-patak a térség mocsarain át a Crump-tóba ömlik. A településtől keletre a 2444 méter magas Hart-hegység található.
A 2900 hektáros Crump-gejzír területén 2010-ben végzett feltárás során több forró vizes forrást, kettő kutat, valamint az ezeket tápláló 150 °C-os vízforrást találtak.

### Éghajlat
A település éghajlata kontinentális (a Köppen-skála szerint Dfb).
| Hónap                                   | Jan.  | Feb.  | Már.  | Ápr. | Máj. | Jún. | Júl. | Aug. | Szep. | Okt.  | Nov.  | Dec.  | Év    |
| --------------------------------------- | ----- | ----- | ----- | ---- | ---- | ---- | ---- | ---- | ----- | ----- | ----- | ----- | ----- |
| Rekord max. hőmérséklet (°C)            | 18,0  | 22,0  | 25,0  | 32,0 | 37,0 | 41,0 | 42,0 | 40,0 | 38,0  | 34,0  | 25,0  | 19,0  | 42,0  |
| Átlagos max. hőmérséklet (°C)           | 5,8   | 7,7   | 11,2  | 15,1 | 21,0 | 25,6 | 31,0 | 30,1 | 25,3  | 19,3  | 10,6  | 6,0   | 17,5  |
| Átlagos min. hőmérséklet (°C)           | −5,3  | −4,6  | −2,3  | −0,1 | 4,0  | 7,9  | 11,3 | 10,1 | 6,0   | 1,3   | −2,5  | −5,4  | 1,7   |
| Rekord min. hőmérséklet (°C)            | −24,0 | −31,0 | −20,0 | −9,0 | −8,0 | −2,0 | 1,0  | −1,0 | −7,0  | −14,0 | −17,0 | −31,0 | −31,0 |
| Átl. csapadékmennyiség (mm)             | 24    | 22    | 19    | 20   | 23   | 21   | 8    | 10   | 12    | 17    | 26    | 25    | 227   |
| Forrás: Western Regional Climate Center |       |       |       |      |      |      |      |      |       |       |       |       |       |

## Oktatás
Az Adeli Tankerület a Lake megyei Tanszolgálati Körzet része. A diákok harmadik osztályig Plushben, negyedik és nyolcadik osztály között pedig Adelben tanulnak; a két iskolának összesen körülbelül egy tucatnyi tanulója van. A legközelebbi középiskolák Lakeview-ban és Paisley-ben vannak.
A térség a felsőoktatási intézmények lefedettségén kívül esik, azonban Lake megye és a Klamath Közösségi Főiskola között „körzeten kívüli megállapodás” van érvényben.

## Fordítás
- Ez a szócikk részben vagy egészben  az   Adel, Oregon című angol Wikipédia-szócikk ezen változatának fordításán alapul.  Az eredeti cikk szerkesztőit annak laptörténete sorolja fel. Ez a jelzés csupán a megfogalmazás eredetét és a szerzői jogokat jelzi, nem szolgál a cikkben szereplő információk forrásmegjelöléseként.